# Acanthopsyche ernsti
Acanthopsyche ernsti är en fjärilsart som beskrevs av Jean Bourgogne 1980. Acanthopsyche ernsti ingår i släktet Acanthopsyche och familjen säckspinnare. Inga underarter finns listade i Catalogue of Life.